# Wegen Reichtum geschlossen (Tankred Dorst)
Wegen Reichtum geschlossen, eine metaphysische Kömödie, ist eine Theaterstück von Tankred Dorst, das am 14. März 1998 im Residenztheater München uraufgeführt wurde.

## Inhalt
Max Gallenz schließt seinen Lebensmittelladen, nachdem er und seine Frau Rosa elf Millionen im Lotto gewonnen haben. Er gibt das Geld mit vollen Händen aus und sitzt schließlich auf einem Berg von Schulden. Auch Ilse, eine seiner Kundinnen, hat im Lotto gespielt und etwas Geld gewonnen, das sie schon bald ausgegeben hat. Als sie kein Geld mehr hat, plant sie ihren Suizid, und zwar in einem Schrank des Lottomillionärs.
Bereits als Max Gallenz seinen Laden schloss, war Heiner Mehlhorn an dem Millionengewinn interessiert. Tankred Dorst erteilt zwar Herrn Mehlhorn nicht das Wort, listet ihn aber im Personenregister als „unangenehmen Menschen“.
Außer Ilse, die für Anni Schlee bei Toresschluss rasch eine Rosinenschnecke kaufen wollte, gibt es noch einen guten Menschen im Stück – Anni Schlee eben. Diese Frau, die Tankred Dorst ebenfalls nicht auftreten lässt, hatte den beiden Gewinnern als einzige eine gute Reise gewünscht. Grotesk: Eine weitere treue Kundin, die alte Frau Olga Gereck – stets mit ihrer toten Schwester im Schlepptau – hatte, auch bei Toresschluss, neugierig vorbeigeschaut und das Glück – so hoch – bewundert. Max Gallenz hatte der Ostpreußin zwei Hunderter geschenkt. Mit der genannten Reise will der Taxichauffeur Norach, auf Umsatz erpicht, sein Geschäft machen. Doch der gesunde Menschenverstand ist dem Millionär Max Gallenz nicht vollständig abhandengekommen. In lichten Momenten hat der Lottogewinner die Sympathie des Zuschauers – wenn er zum Beispiel den unternehmerischen Norach abblitzen lässt. Norach ist es, der eine junge Frau aus unerfindlichem Grund den Gallenzens vorstellt. Diese Dame mit Verwandtschaft in Valparaíso enttarnt Max Gallenz als Erbschleicherin. Den Kellner Axel, ihren Kumpan, jagt Max gleich mit davon. Überhaupt zieht das viele Geld die sonderbarsten fremden Leute magisch an. So tritt ein Fotograf auf. Wählerisch in der Motivwahl, verschmäht er das Ablichten der beiden, viel zu profan erscheinenden Lottogewinner und konzentriert sich auf solche Schnappschüsse wie die am Strick baumelnde Ilse im großen Schrank. Oder der Kellner Axel gesteht der angeblichen Buchhändlerin Coco unter vier Augen einen unmotivierten Mord. Mit einer Hammerspitze hat er die Hirnmasse des Opfers bloßgelegt. Oder die abstrusen Reisepläne. Coco will nach Stromboli. Max hätte gerne auf dem Vulkan gesessen, aber Rosa besteht auf der Stippvisite in Fürth. Coco war es gewesen, die den Gallenzens die Bahnhofshalle als Wohnzimmer eingeredet hatte. Vergeblich will der Anlageberater Herr Zwick das Gewinner-Ehepaar in eine Villa umsiedeln. Aber auch die ehemalige Kundschaft der Gallenzens ist nicht ganz normal. Frau Olga Gereck zum Beispiel zieht ihre verstorbene „Schwester an den Haaren hinter sich her“.
Am Ende des Stücks schlägt Max Gallenz sein neues Mobiliar kurz und klein, der Kellner Axel verbrennt das restliche Bargeld und ein Knabe streut Salz.

## Inszenierungen
Das Stück wurde nach seiner Uraufführung in München kaum noch auf professionellen Theaterbühnen gespielt.
Die Uraufführung fand am 14. März 1998 unter der Regie von Alexander Lang im Residenztheater München statt, die männliche Hauptrolle spielte Michael Degen.
2003 wurde das Stück vom Vollmondtheater, ein Theatertruppe der VHS Leonberg, gespielt.